# Žipov
Žipov es un municipio del distrito de Prešov en la región de Prešov, Eslovaquia, con una población estimada a final del año 2024 de 287 habitantes.
Se encuentra ubicado en el centro-sur de la región, en el valle del río Torysa (cuenca hidrográfica del río Tisza) y cerca de la frontera con la región de Košice.

## Demografía
| Año        | 1994 | 2004    | 2014     | 2024    |
| ---------- | ---- | ------- | -------- | ------- |
| Población  | 261  | 249     | 293      | 287     |
| Diferencia |      | −4,59 % | +17,67 % | −2,04 % |

| Año        | 2023 | 2024    |
| ---------- | ---- | ------- |
| Población  | 289  | 287     |
| Diferencia |      | −0,69 % |